# Charles Michels
Charles Michels - stacja linii nr 10 metra  w Paryżu. Stacja znajduje się w 15. dzielnicy Paryża.  Została otwarta 27 lipca 1937 r.